# Lista de géneros da família Brassicaceae

## A
Acanthocardamum, Aethionema, Agallis, Alliaria, Alyssoides, Alyssopsis, Alyssum, Ammosperma, Anastatica, Anchonium, Andrzeiowskia, Anelsonia, Aphragmus, Aplanodes, Arabidella, Arabidopsis, Arabis, Arcyosperma, Armoracia, Aschersoniodoxa, Asperuginoides, Asta, Atelanthera, Athysanus, Aubretia, Aurinia

## B
Ballantinia, Barbarea, Beringia, Berteroa, Berteroella, Biscutella, Bivonaea, Blennodia, Boleum, Boreava, Bornmuellera, Borodinia, Botscantzevia, Brachycarpaea, Brassica, Braya, Brayopsis, Brossardia, Bunias

## C
Cakile, Calepina, Calymmatium, Camelina, Camelinopsis, Capsella, Cardamine, Cardaminopsis, Cardaria, Carinavalva, Carrichtera, Catadysia, Catenulina, Caulanthus, Caulostramina, Ceratocnemum, Ceriosperma, Chalcanthus, Chamira, Chartoloma, Cheesemania, (Cheiranthus=Erisymum), Chlorocrambe, Chorispora, Christolea, Chrysobraya, Chrysochamela, Cithareloma, Clastopus, Clausia, Clypeola, Cochlearia, Coelonema, Coincya, Coluteocarpus, Conringia, Cordylocarpus, Coronopus, Crambe, Crambella, Cremolobus, Crucihimalaya, Cryptospora, Cuphonotus, Cusickiella, Cycloptychis, Cymatocarpus, Cyphocardamum, Dactylocardamum

## D
Degenia, Delpinophytum, Descurainia, Diceratella, Dichasianthus, Dictyophragmus, Didesmus, Didymophysa, Dielsiocharis, Dilophia, Dimorphocarpa, Diplotaxis, Dipoma, Diptychocarpus, Dithyrea, Dolichirhynchus, Dontostemon, Douepea, Draba, Drabastrum, Drabopsis, Dryopetalon

## E
Eigia, Elburzia, Enarthrocarpus, Englerocharis, Eremobium, Eremoblastus, Eremodraba, Eremophyton, Ermania, Ermaniopsis, Erophila, Erucaria, Erucastrum, Erysimum, Euclidium, Eudema, Eutrema, Euzomodendron

## F
Farsetia, Fezia, Fibigia, Foleyola, Fortuynia

## G
Galitzkya, Geococcus, Glaribraya, Glastaria, Glaucocarpum, Goldbachia, Gorodkovia, Graellsia, Grammosperma, Guiraoa, Gynophorea

## H
Halimolobos, Harmsiodoxa, Hedinia, Heldreichia, Heliophila, Hemicrambe, Hemilophia, Hesperis, Heterodraba, Hirschfeldia, Hollermayera, Hornungia, Hornwoodia, Hugueninia, Hymenolobus

## I
Iberis, Idahoa, Iodanthus, Ionopsidium, Irenepharsus, Isatis, Ischnocarpus, Iskandera, Iti, Ivania

## K
Kernera, Kremeriella

## L
Lachnocapsa, Lachnoloma, Lanhedgea, Leavenworthia, Lepidium, Lepidostemon, Leptaleum, Lesquerella, Lignariella, Lithodraba, Lobularia, Lonchophora, Loxostemon, Lunaria, Lyocarpus, Lyrocarpa

## M
Macropodium, Malcolmia, Mancoa, Maresia, Mathewsia, Matthiola, Megacarpaea, Megadenia, Menkea, Menonvillea, Microlepidium, Microsysymbrium, Microstigma, Morettia, Moricandia, Moriera, Morisia, Murbeckiella, Muricaria, Myagrum

## N
Nasturtiopsis, (Nasturtium=Rorippa), Neomartinella, Neotchihatchewia, Neotorularia, Nerisyrenia, Neslia, Neuontobotrys, Notoceras, Notothlaspi

## O
Ochthodium, Octoceras, Olimarabidopsis, Onuris, Oreoloma, Oreophyton, Ornithocarpa, Orychophragmus, Otocarpus, Oudneya

## P
Pachycladon, Pachymitus, Pachyphragma, Pachypterygium, Parlatoria, Parodiodoxa, Parolinia, Parrya, Parryodes, Pegaeophyton, Peltaria, Peltariopsis, Pennellia, Petiniotia, Petrocallis, Phaeonychium, Phlebolobium, Phlegmatospermum, Phoenicaulis, Physaria, Physocardamum, Physoptychis, Physorrhynchus, Platycraspedum, Polyctenium, Polypsecadium, Pringlea, Prionotrichon, Pritzelago, Pseuderucaria, Pseudoarabidopsis, Pseudocamelina, Pseudoclausia, Pseudofortuynia, Pseudovesicaria, Psychine, Pterygiosperma, Pterygostemon, Pugionium, Pycnoplinthopsis, Pycnoplinthus

## Q
Quezeliantha, Quidproquo

## R
Raffenaldia, Raphanorhyncha, Raphanus, Rapistrum, Reboudia, Redowskia, Rhizobotrya, Ricotia, Robeschia, Rollinsia, Romanschulzia, Roripella, Rorippa, Rytidocarpus

## S
Sameraria, Sarcodraba, Savignya, Scambopus, Schimpera, Schivereckia, Schizopetalon, Schlechteria, Schoenocrambe, Schouwia, Scoliaxon, Selenia, Sibara, Silicularia, Sinapidendron, Sinapis, Sisymbrella, sisymbriopsis, Sisymbrium, Smelowskia, Sobolewslia, Sohms-Laubachia, Sophiopsis, Sphaerocardamum, Spirorhynchus, Spryginia, Staintoniella, Stanfordia, Stanleya, Stenopetalum, Sterigmostemum, Stevenia, Straussiella, Streptanthella, Streptanthus, Streptoloma, Stroganowia, Stubebdorffia, Subularia, Succowia, Synstemon, Synthlipsis

## T
Taphrospermum, Tauscheria, Teesdalia, Teesdaliopsis, Tetracme, Thelypodiopsis, Thelypodium, Thlaspeocarpa, Thlaspi, Thysanocarpus, Trachystoma, Trichotolinum, Trochiscus, Tropidocarpum, Turritis

## V
Vella,
Veselskya

## W
Warea, Weberbauera, Werdermannia, Winklera

## X
Xerodraba

## Y
Yinshania

## Z
Zerdana, Zilla